# Потхум Плашчански
Потхум Плашчански је насељено мјесто у сјеверној Лици, у општини Плашки, Карловачка жупанија, Република Хрватска.

## Географија
Потхум Плашчански је удаљен 6 км сјеверно од Плашког. Кроз насеље пролази Личка пруга.

## Историја
До територијалне реорганизације у Хрватској налазио се у саставу бивше велике општине Огулин. Потхум Плашчански се од распада Југославије до августа 1995. године налазио у Републици Српској Крајини.

## Становништво
Насеље је према попису становништва из 2011. године имало 77 становника.

### Број становника по пописима
| Националност   | 2001. | 1991. | 1981. | 1971. | 1961. | 1953. | 1948. | 1931. | 1921. | 1910. | 1900. | 1890. | 1880. | 1869. | 1857. |
| бр. становника | 96    | 190   | 218   | 254   | 329   | 354   | 386   | 494   | 417   | 406   | 394   | 367   | 346   | 344   | 267   |

- напомене:

До 1900. исказивано под именом Потхум.

### Национални састав
| Националност       | 2001.       | 1991.        | 1981.        | 1971.        | 1961.        |
| Срби               | 88 (91,66%) | 187 (98,42%) | 195 (89,44%) | 247 (97,24%) | 328 (99,69%) |
| Хрвати             | 1 (1,04%)   | 0            | 0            | 2 (0,78%)    | 0            |
| Југословени        | —           | 2 (1,05%)    | 20 (9,17%)   | 0            | 0            |
| остали и непознато | 7 (7,29%)   | 1 (0,52%)    | 3 (1,37%)    | 5 (1,96%)    | 1 (0,30%)    |
| Укупно             | 96          | 190          | 218          | 254          | 329          |